# Тумсойский водопад
Тумсойский водопад (чечен. Тумсойн чухчари) — водопад, расположенный в Шатойском районе Чеченской Республики. Водопад расположен на юго-восточной окраине села Тумсой на реке Тумсой-Эрк в 1,5 километрах к западу от её устья. Высота водопада составляет 36 метров. Высота непрерывного свободного падения — 25 метров, ширина — около 2 метров. Имеет статус особо охраняемой природной территории республиканского значения.